# Gnamptogenys rustica
Gnamptogenys rustica är en myrart som först beskrevs av Santschi 1929.  Gnamptogenys rustica ingår i släktet Gnamptogenys och familjen myror. Inga underarter finns listade i Catalogue of Life.